# Heidrun von Goessel
Heidrun von Goessel (* 9. November 1944 als Heidrun Kauertz in Hamburg) ist eine deutsche Fernsehmoderatorin, Schauspielerin und ehemaliges Mannequin.

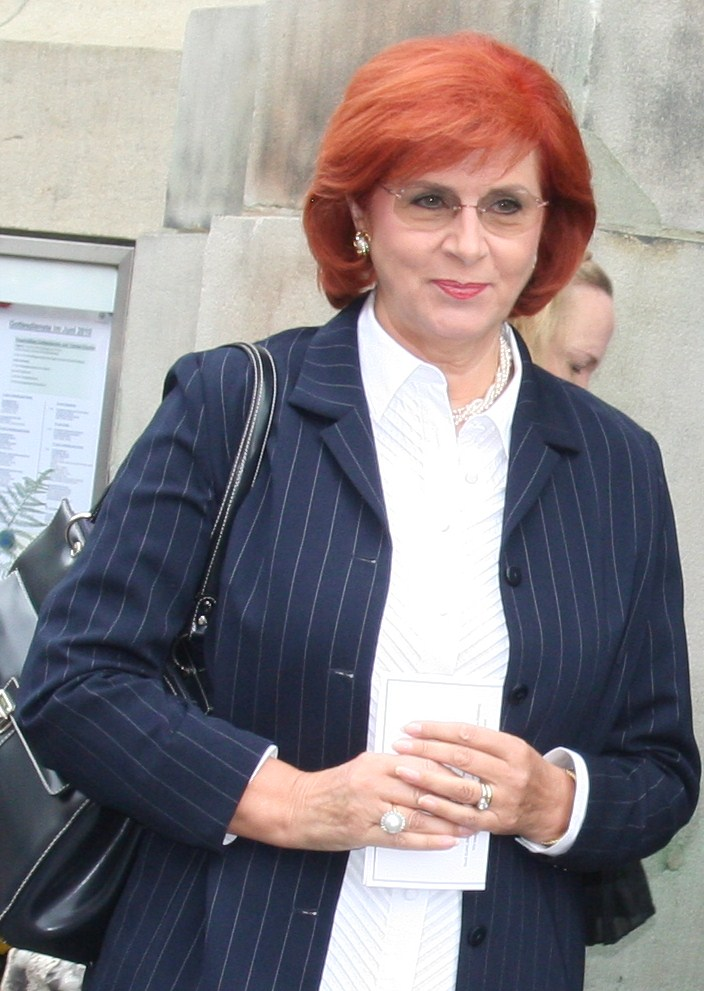
Heidrun von Goessel im Jahr 2010

## Leben und Tätigkeit
Heidrun Kauertz kam früh mit den Medien in Kontakt, da sie bereits als Jugendliche in zwei Rundfunkchören sang. Nach dem Abitur erhielt sie eine dreijährige kaufmännische Ausbildung an der Höheren Handelsschule, danach besuchte sie eine Sekretärinnen- und eine Mannequinschule. Hinzu kam Schauspielunterricht bei Annemarie Marks-Rocke. Ihre Auszeichnungen als Mannequin waren 1968 „Miss Saarland“, 1970 „Lady Germany“ und „Lady Europa“. Auf dem Höhepunkt ihrer Mannequinlaufbahn, der Kür zur „Lady Universum“ im Jahre 1970 in Italien, wurden Redakteure der Aktuellen Schaubude auf sie aufmerksam und luden sie zu einem Interview ein. Dabei fielen ihre telegene Ausstrahlung und ausgeprägte Mikrofonstimme auf. Sie wurde als Fernsehansagerin engagiert.
Ihr Ansagerinnendebüt gab sie am 4. Dezember 1970 im bundesweiten ARD-Programm. Sie arbeitete weiterhin auch als Fotomodell, und ihre Sprechereinsätze wurden auf den NDR-Hörfunk und weitere ARD-Radioprogramme (SDR, SWF) sowie dem ZDF ausgedehnt. Im NDR-Fernsehen moderierte sie neben der Ansagetätigkeit sowohl regionale Sendungen, z. B. Extra3, als auch überregionale, insbesondere Spaß am Dienstag (1984/85) und mehrere Folgen mit dem Hasen Cäsar. Wenn auch nicht in der vom WDR produzierten Hauptausgabe der Sportschau, so moderierte sie doch im NDR-Fernsehen als erste Frau den Sportclub. Sie wurde neben den Ansagekollegen Hanni Vanhaiden, Dénes Törzs und Ulla Zitelmann zu einem der bekanntesten Gesichter des NDR-Fernsehens ihrer Zeit.
Als Schauspielerin hatte Goessel Gastauftritte in Fernsehserien wie dem Großstadtrevier, Landarzt Dr. Brock und gehörte den Ensembles des Norddeutschen Tournee-Theaters und des Theaters am Holstenwall an. Außerdem synchronisierte sie und sprach in Hörspielen. Servicemagazin-Moderationen im Privatfernsehen, Event-Moderationen, Workshops für „sicheres Auftreten“ bis hin zur PR-Beratung gehörten zu ihrem weiten Betätigungsfeld. Von Januar bis November 2014 kümmerte sie sich zudem als Kreuzfahrtdirektorin um die Gäste an Bord der MS Deutschland. Auch für die Sender Astro TV und 9Live war Heidrun von Goessel tätig. Des Weiteren nahm sie zwei Schlager-CDs auf.
Von 1963 bis 1966 war Heidrun Kauertz mit R. Horn verheiratet. Der Vater ihres Sohnes Oliver (* 31. März 1965) ist jedoch, wie amtlich bestätigt wurde, nicht Horn. Von 1968 bis 1971 war sie mit dem Textilkaufmann Kurt von Goessel verheiratet, dessen Familiennamen sie seither trägt. Ihr vierter Ehemann wurde der Hamburger Kaufmann Gerd Jacobs. Seit 2022 ist sie in einer Beziehung mit Gerd Grunwald.
Zu ihrem 80. Geburtstag erschien ihre Autobiografie Ungeschminkte Einsichten von Co-Autor und Manager Thorsten Groneberg.